# ラジオ沖縄大里送信所
ラジオ沖縄大里送信所（ラジオおきなわおおざとそうしんじょ）は、沖縄県南城市大里字大城にある、ラジオ沖縄（ROK）の送信所である。

## 沿革
1960年の開局当時、島尻郡豊見城村（現：豊見城市）字豊見城に支線式鉄塔の送信所を設置していたが、1962年の周波数変更（1370kc→780kc、1978年11月23日以降は783kHz）と出力増力（3kW→5kW）ならびに支線式鉄塔の弱点である台風対策と狭小土地対策（自立式鉄塔の設置）を兼ねて那覇市首里崎山町の高台にある沖縄テレビ放送（OTV）の親局送信所に移転（当時の名称はOTV首里崎山送信所）し送信機能を共有していた。1985年6月にOTVが送信所機能を豊見城村のNHK豊見城高安テレビ放送所に移転してからは、ROK単独の送信所として機能を続けた（ここでようやくROK首里崎山送信所となる）。しかし送信所の鉄塔や放送機器の老朽化、周辺地域の開発、そして当時の郵政省（現・総務省）の放送用周波数使用計画で周波数変更（783kHz→864kHz）と出力増力（5kW→10kW）が琉球放送（RBCiラジオ）とともに決まっていたため（RBCiは出力増力のみで1995年に増力済）、送信所の移転が検討されていた。
当初は豊見城市の旧NTT豊見城通信所跡地を希望し、日本テレビ系列のテレビ局併設をも見越していたが、漫湖との景観や周辺住宅への電磁波被害などから、豊見城市側に建設を断られた。
なお、移転先が島尻郡大里村（現在の南城市大里）に決まり、1998年1月に着工、同年7月に完成、それに先立ち試験放送が行われた（通常の放送を流すのではなく、音楽を流していた）。また、深夜にはNHK熊本第2放送（呼出符号：JOGB、873kHz）が隣接周波数であり、大出力のため、同時に試験電波として歌謡曲を流し、混信の確認が行われた。8月1日 3:00の放送終了をもって首里崎山（旧）送信所からの放送を停波、2時間後の5:00の放送開始と共に現大里送信所からの放送を開始した。送信所の移転と共に周波数は783kHzから864kHz、出力は5kWから倍の10kWにそれぞれ変更された。送信開始を記念して、『安盛の暁でーびる』が大里送信所から生放送された。
通常は送信所機能だけだが、イベント開催にはサテライトスタジオとして、緊急時の場合は予備スタジオとしての機能もある。場所は沖縄県道86号南風原知念線沿いにある。この送信所は、AMラジオ送信所としては珍しい自立式鉄塔送信所である。
周波数・出力変更後も夜間混信が完全に解消されたわけではなく、2000年以降北部や先島地方には次々とFM局が開設された。

## 送信設備
| 周波数 （kHz） | 放送局名       | コールサイン | 空中線 電力 | 放送対象地域 | 放送区域 内世帯数 |
| -------------- | -------------- | ------------ | ----------- | ------------ | ----------------- |
| 864            | ROK ラジオ沖縄 | JOXR         | 10kW        | 沖縄県       | 不明              |

### ROKが設置したFM中継局
- 那覇FM補完中継局（2018年に島尻郡南風原町新川のおきなわTOWERに設置）
- 名護ラジオ中継局（2001年に名護市羽地の多野岳に設置）
- 国頭ラジオ中継局（2001年に国頭郡国頭村安田（あだ）に設置）
- 伊良部（いらぶ）中継局（2005年に宮古島市伊良部に設置）
- 多良間中継局（2005年に宮古郡多良間村に設置）
- 石垣中継局（2004年に石垣市於茂登岳に設置）
- 祖納（そない）中継局（2004年に西表島西部の八重山郡竹富町祖納に設置）
- 与那国中継局（2004年に与那国島に設置）
- 南大東中継局（2007年に南大東島に設置）

### その他
- NHK豊見城ラジオ放送所（豊見城市字金良にあるNHKラジオ第1・第2の送信所が置かれている）
- 豊見城高安テレビ・FM送信所（豊見城市字高安にあるNHKデジタルテレビ・FMと沖縄テレビのデジタルテレビ送信所）
- 嘉数送信所（豊見城市字嘉数にあるRBCiラジオおよび琉球放送・琉球朝日放送のデジタルテレビ送信所）
- FM沖縄新川送信所

座標: 北緯26度10分52.4秒 東経127度45分27.7秒 / 北緯26.181222度 東経127.757694度